# Archidiecezja Rimouski
Archidiecezja Rimouski – archidiecezja rzymskokatolicka w Kanadzie. Została erygowana w 1867 jako diecezja Saint-Germain de Rimouski. W 1946 podniesiona do rangi archidiecezji, otrzymała też obecną nazwę.

## Biskupi diecezjalni
- Jean-Pierre-François Laforce-Langevin † (1867 − 1891)
- André-Albert Blais † (1891 − 1919)
- Joseph-Romuald Léonard † (1919 − 1926)
- Georges-Alexandre Courchesne † (1928 − 1950)
- Charles Eugène Parent † (1951 − 1967)
- Louis Lévesque † (1967 − 1973)
- Joseph Gilles Napoléon Ouellet † (1973 − 1992)
- Bertrand Blanchet (1992 − 2008)
- Pierre-André Fournier (2008 − 2015)
- Denis Grondin (od 2015)